# Szczuriwci (obwód chmielnicki)
Szczuriwci (ukr. Щурівці) – wieś na Ukrainie, w obwodzie chmielnickim, w rejonie zasławskim. W 2001 roku liczyła 520 mieszkańców. Miejscowość położona około 10 km od Zasławia.
Pod koniec XIX w. wieś Szczurowce w gminie Michnów, w powiecie zasławskim guberni wołyńskiej.